# Archibald Menzies
Archibald Menzies (pronunciado [ˈmɪŋɪs]) (Styx, Weem, Perth (Escocia), 15 de marzo de 1754 - Londres, 15 de febrero de 1842) fue un médico, botánico y artista británico.
Era hijo de James Menzies y de Ann Janet. Tras una escolarización rudimentaria, trabajó como jardinero, como sus cuatro hermanos, para sir Robert Menzies de Menzies, jefe de clan, centrado en las nuevas plantas importadas por los viajeros. Uno de sus hermanos, William, se instaló en Edimburgo trabajando en el jardín botánico establecido por John Hope en la universidad de la ciudad, y Archibald se unió a él. Hope, resaltando su inteligencia, lo invitó a estudiar, lo que hizo de 1771 a 1780; estudiando particularmente botánica, medicina, cirugía, y química.
Después de su graduación, se convirtió en asistente de un cirujano en Caernarfon, País de Gales. En 1782, Menzies se convirtió en asistente de cirujano en la armada. Participó de la batalla de las Saintes en el mar Caribe.
En 1784, estuvo estacionado en Halifax. Allí recogió muestras botánicas que enviaba a sir Joseph Banks. Volvió a Gran Bretaña donde estudió en el herbario de la biblioteca de Banks. Un ejemplar de plantas que recolectó en Nueva Escocia, fue utilizado por Dawson Turner en su Fuci (1809).
Con las recomendaciones formuladas por Banks, Menzies fue contratado como cirujano a bordo del H.M.S. Prince of Wales al mando de James Colnett, cuya misión era establecer un enlace entre la costa del Pacífico de América del Norte y China. La expedición comenzó en octubre de 1786 y terminó en 1789.
Es recomendado de nuevo por Banks a George Vancouver, comandante del viaje del H.M.S. Discovery, que emprendió un viaje de exploración por el Pacífico. Pero su carácter científico iba acompañado de una dimensión diplomática, ya que la Corona británica quería hacer valer su propiedad sobre la isla de Nutca, situada junto a la isla de Vancouver. El Discovery acompañado por el H.M.S. Chatham zarpó de Inglaterra en 1791 y regresó de su viaje en octubre de 1795.
Menzies continuó sirviendo en la Armada hasta 1802, año en que se retiró por sufrir de asma.

## Reconocimientos
- 1799, recibió el título de doctorado honorífico en medicina, por el Real Colegio de Aberdeen.

## Eponimia
Género
- (Ericaceae) Menziesia Sm.[3]

Especies
Más de 370 especies fueron nombradas en su honor, entre ellas:
- (Amaranthaceae) Alternanthera menziesii H.St.John[4]
- (Anthericaceae) Chlamysporum menziesii Kuntze[5]
- (Apiaceae) Aulosolena menziesii (Hook. & Arn.) Koso-Pol.[6]
- (Arecaceae) Euterpe menziesii Pritz.[7]
- (Asclepiadaceae) Diplolepis menziesii Poepp. ex Decne.[8]
- (Asteraceae) Campylotheca menziesii Hillebr.[9]
- (Ericaceae) Arbutus menziesii Pursh[10]
- (Hydrophyllaceae) Phacelia menziesii Torr. ex S.Watson[11]
- (Juncaceae) Juncus menziesii R.Br. ex Hook.[12]
- (Leguminosae) Lupinus menziesii J.Agardh[13]
- (Liliaceae) Chlamysporum menziesii (R.Br.) Kuntze[14]
- (Malvaceae) Abutilon menziesii Seem.[15]
- (Nyctaginaceae) Abronia menziesii Douglas ex Hook.[16]
- (Orchidaceae) Leptoceras menziesii (R.Br.) Lindl.[17]
- (Pinaceae) Abies menziesii (Douglas ex D.Don) Lindl.[18]
- (Pinaceae) Pinus menziesii Douglas ex Lamb.[19]
- (Pinaceae) Pseudotsuga menziesii (Mirb.) Franco[20]
- (Portulacaceae) Calandrinia menziesii (Hook.) Torr. & A.Gray[21]
- (Proteaceae) Sirmuellera menziesii (R.Br.) Kuntze[14]
- (Ranunculaceae) Delphinastrum menziesii Nieuwl.[22]
- (Rosaceae) Drimopogon menziesii Raf.[23]
- (Scrophulariaceae) Veronica menziesii Benth.[24]
- (Solanaceae) Solanum menziesii Dunal[25]